# Стрелец (карликовая неправильная галактика)
Не следует путать с Карликовой эллиптической галактикой в Стрельце.
Стрелец, или SagDIG, — карликовая неправильная галактика в созвездии Стрельца, принадлежащая Местной группе. Она находится на расстоянии примерно 3,4 миллионов световых лет от Земли. Эту галактику не следует путать с SagDEG, галактикой-спутником Млечного Пути. Она была обнаружена Цесарским на фотопластинке, отснятой 13 июня 1977 для звёздного атласа ESO (B).
SagDIG считается наиболее удалённым членом Местной группы.
SagDIG гораздо ярче, чем Карликовая неправильная галактика в Водолее, что связано более длительным периодом звездообразования в ней. Из-за этого галактика содержит большое количество звёзд среднего возраста. В SagDIG были выявлены двадцать семь кандидатов на роль углеродных звёзд. Анализ показывает, что основное звёздное население SagDIG обладает низкой металличностью ([Fe/H] ≤ −1,3). Остальная часть звёздного населения — молодые звёзды, их наиболее вероятный средний возраст лежит между 4 до 8 миллиардами лет.